# 米爾克里克鎮區 (堪薩斯州沃邦西縣)
米爾克里克鎮區（英語：Mill Creek Township）是位於美國堪薩斯州沃邦西縣的一個行政鎮區。

## 地方資料
米爾克里克鎮區的面積為192.89平方千米，當中陸地面積為191.63平方千米，而水域面積為1.26平方千米。根據2010年美國人口普查的數據，當地共有人口232人，而人口密度為每平方千米1.2人。

## 外部連結
- US-Counties.com
- City-Data.com （页面存档备份，存于）